# Sclerophoma entoxylina
Sclerophoma entoxylina är en svampart som beskrevs av Lagerb. & Melin 1927. Sclerophoma entoxylina ingår i släktet Sclerophoma och familjen Dothioraceae.   Inga underarter finns listade i Catalogue of Life.